# Ідріс II
Ідріс II аль-Азхар ібн Ідріс ібн Абдаллах аль-Каміл (араб. إدريس الْأَزْهَرَ بْن إدريس بْن عَبْدِ اللهِ الْكَامِلِ; нар. 791–28 серпня 828) — 2-й імам держави Ідрісидів у Магрибі в 803—828 роках.

## Життєпис
Син імама Ідріса I та Канзи, доньки вождя берберського племені авраба. Народився через 2 місяці після смерті батька — у серпні (за іншими відомостями — у жовтні) 791 року. За підтримки батьківського вільновідпущеника Рашида та племені авраба оголошений імамом, незважаючи на те, що прихильники Аббасидів поширювали чутки, що Ідріс є сином Рашида. Через вкрай малий вік фактична влада належала Рашидові (спочатку тому допомагав Абу Халіль аль-Абді). Доволі швидко навчився читати і писати. Потім Ідріс вивчив Коран і здобув численні знання. Рашид зміцнив державу та водночас продовжив походи в Північному Магрибі.
803 року офіційно перебрав владу. Невдовзі наказав стратити Абу Лейлу Ісхака, шейха берберів-авреба. У 808 році переніс столицю з Валіли до Феса. Він переніс засноване батьком місто з правого берега річки Фес на лівий, перетворивши на одне з найбільш значущих міст Магрибу. Розширив володіння на південь від Феса, проте підкорити берберів-берегватів не зміг. 814 року встановив зверхність над державою Сулейманідів. Для власної охорони створив гвардію у 500 вояків.
Водночас розпочав політику арабської колонізації, розглядаючи в них головну підтримку. Особливо багато арабських переселенців прибуло з Кордовського емірату після придушення арабського повстання проти Аль-Хакама I у 818 році.
Перетворив свій двір на центр арабської культури, підтримуючи митців, поетів та науковців. Помер раптово у 828 році у Валілі, можливо, від отруєння. Поховано в мавзолеї Мулай Ідріс у Фесі (заново відкрито у 1437 році). Йому спадкував син Мухаммад.